# 武蔵野台地

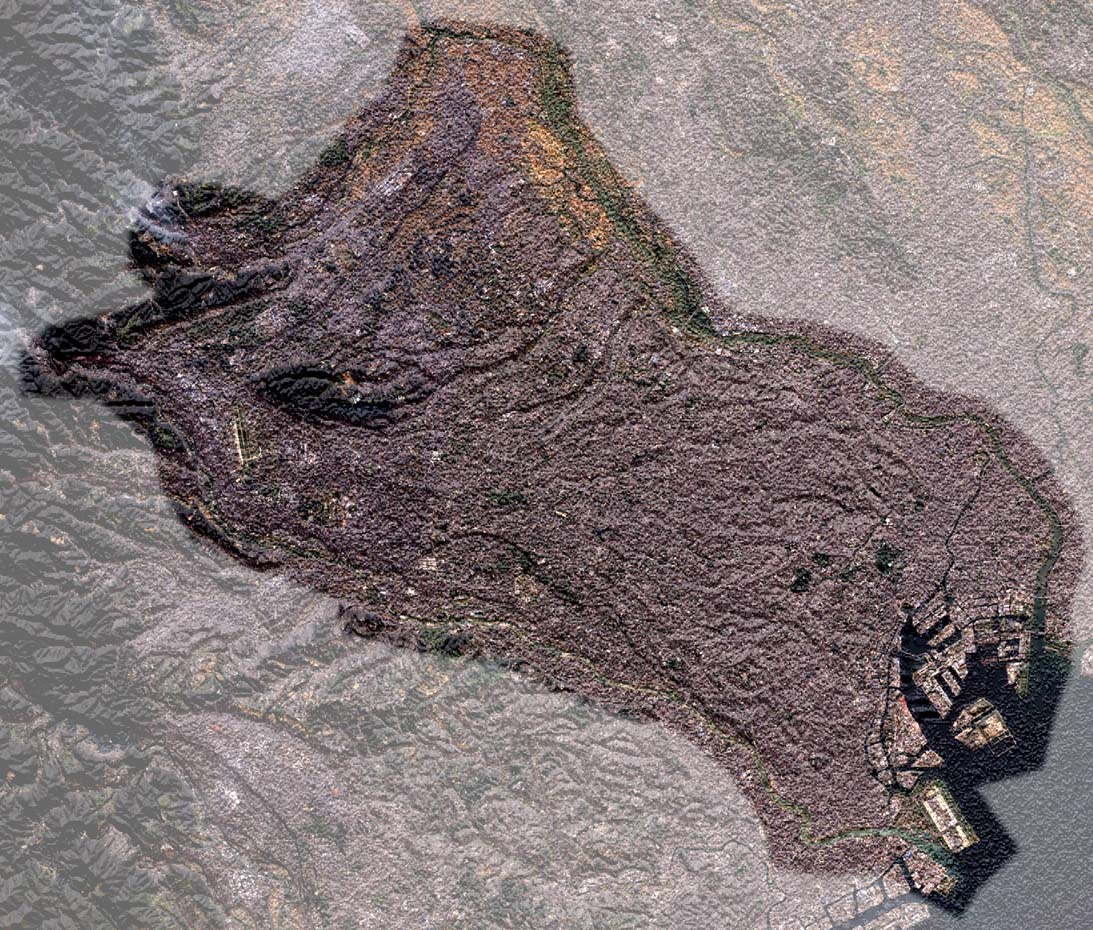
武蔵野台地のランドサット衛星写真。スペースシャトル標高データ使用。右下は東京湾。

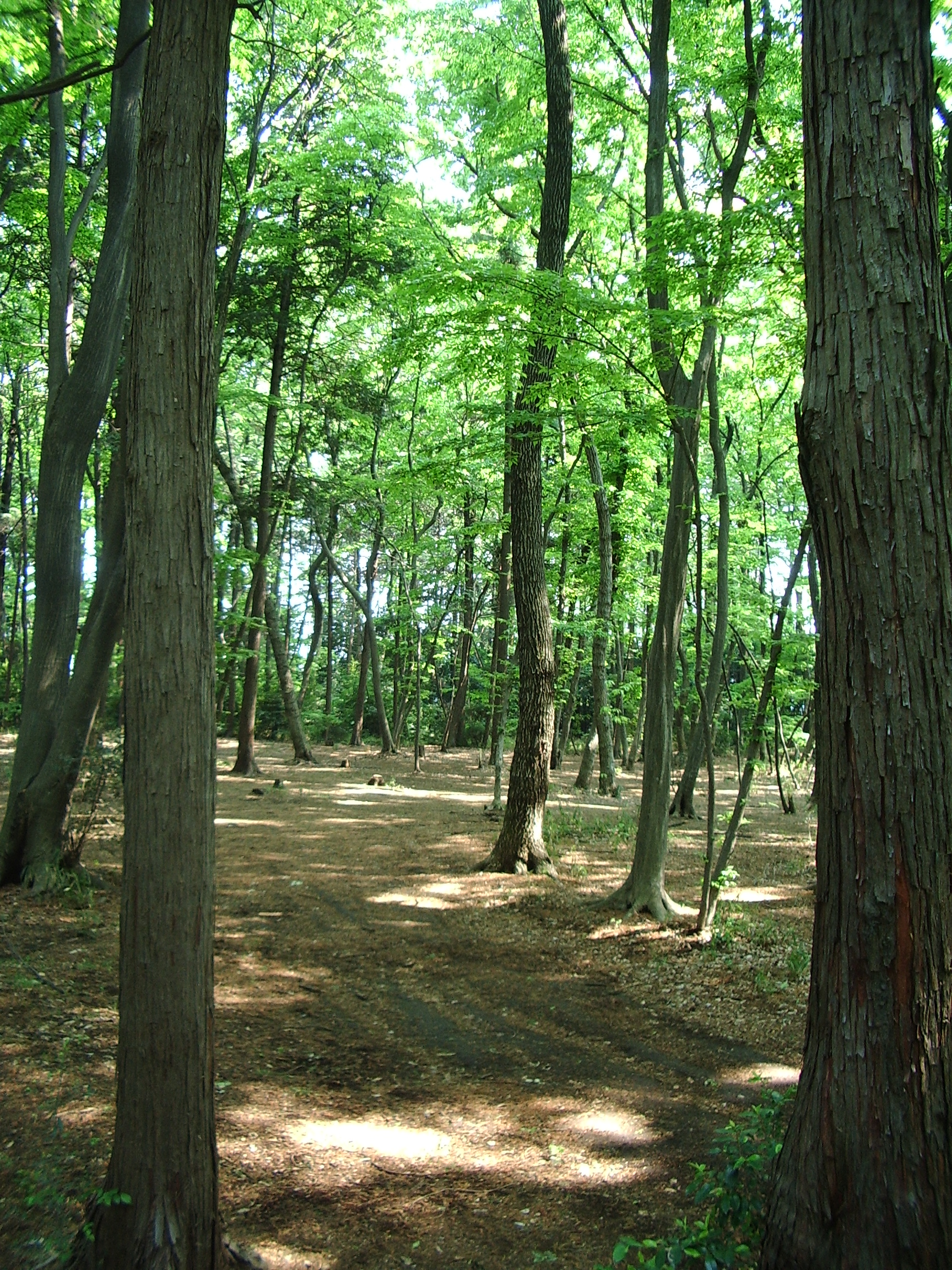
武蔵野の面影を残す、新座市立新堀小学校の学校教育林。

武蔵野台地（むさしのだいち）は、関東平野にある荒川・多摩川・京浜東北線・入間川に挟まれた面積700km2の台地である。その範囲は東京都区部（東部を除く）、多摩地区の大部分（南多摩を除く）、そして所沢市など埼玉県入間地域や志木市など新座地域を含み、川越市が武蔵野台地の北端に位置する。武蔵野台地の地形は古くから研究が進められ、日本の第四紀編年の基準とされてきた。
名称の由来は万葉集や中世文学に度々登場し、国木田独歩の随筆でも知られる地域名“武蔵野”で、地図の上で大きく重なることから名づけられたもの。

## 成立
関東山地から流れ下った多摩川は、青梅を扇頂とする広大な扇状地を形成し、これが武蔵野台地の基盤となった。扇状地を形成する際、その他にあったほぼ全ての丘陵（狭山丘陵を除く）を削り去り、平坦な地を作った。その後、隆起し台地となるとともに、その上には関東ローム層が数メートルから十数メートルの厚みで堆積した。なお現在の多摩川は武蔵野台地の南縁（したがって多摩丘陵の北縁）を流れ東京湾へ注ぐ。
台地の北東縁は利根川（現在の荒川に近い河道を流れていた）によって大きく削り取られた。

## 地形

### 段丘と崖線
武蔵野台地では2種類の発達した河岸段丘が見られる。ひとつは南側を流れる多摩川によって形成されたものであって、最も低い段丘（低位面）を立川段丘あるいは立川面、それよりも一段高い段丘（高位面）を武蔵野段丘あるいは武蔵野面と呼ぶ。もうひとつは北部に見られるものであって、かつての多摩川の流路の名残りと考えられている。
立川面は立川1面、立川2面、青柳面（立川3面）、不老面（としとらずめん）に区分される。
武蔵野面は成増面（武蔵野1面）、赤羽面（武蔵野2面）、中台面（武蔵野3面）、小平面、黒目川面、久米川面、空堀川面に区分される。近年の研究では石神井面・仙川面・十条面と言った語句が登場している。
各段丘の縁端は段差数メートル程度のちょっとした崖になっており、武蔵野の方言ではこれを「ハケ」や「ママ」などと呼ぶ。また、段丘の縁端に沿って延々と続くこうした崖の様子を、学術的には崖線（がいせん）と呼んでいる。武蔵野台地周辺ではいくつかの崖線がよく知られている。

#### 立川崖線（府中崖線や布田崖線とも呼ばれる）

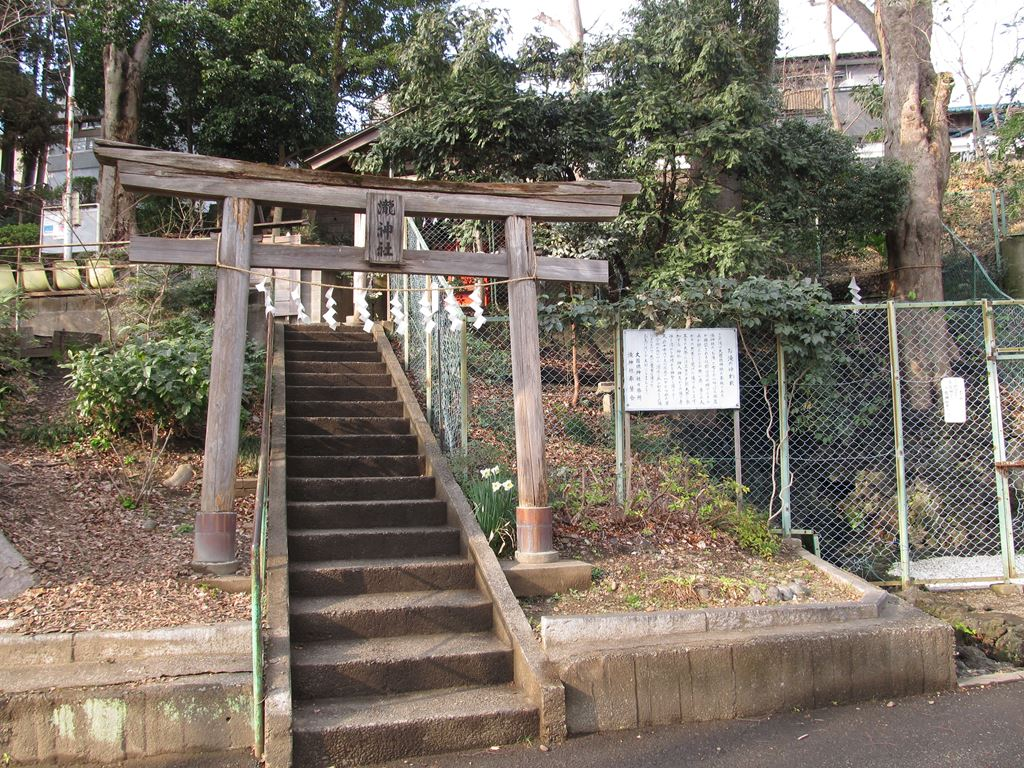
立川崖線の崖面に建つ瀧神社（府中市清水が丘）

立川市や府中市、調布市の中心市街地が載っている立川面は立川崖線（たちかわがいせん）によって多摩川の沖積低地と分けられていて、国立市谷保（やほ）から青柳（あおやぎ）にかけて、および昭島市付近や青梅市付近にさらに低位の面を抱えている。それらを青柳面、拝島面、川崎面、千ヶ瀬面、天ヶ瀬面として区別する研究者もいる。立川崖線は、青梅付近から多摩川に沿う形で立川市内まで続き、JR中央線の多摩川鉄橋の付近から東に向かい、たましんRISURUホール（立川市市民会館）の南を通って、南武線と甲州街道の間をさらに東に向かう。谷保の西で甲州街道の南に入る。ここに谷保天満宮が崖線を利用した形で置かれている。そこからは甲州街道のおよそ500mほど南を東に進み、狛江市元和泉付近まで続いている。立川崖線は府中崖線（ふちゅうがいせん）や布田崖線（ふだがいせん）とも呼ばれる。
これらは、多摩川（玉川）や東京湾（内海）の海による浸食で出来たものである。

#### 国分寺崖線

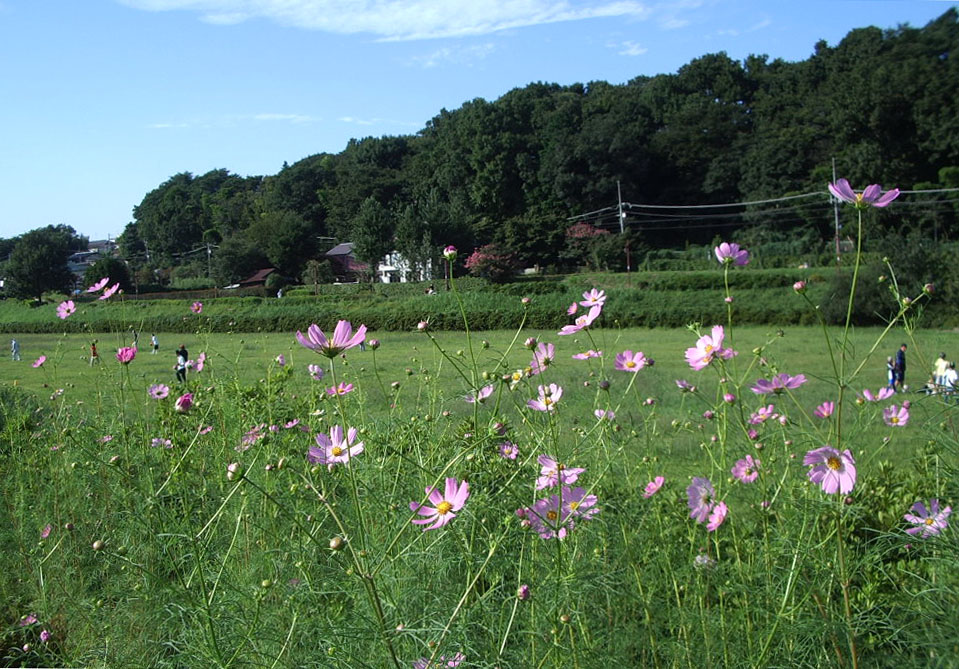
武蔵野公園から見た国分寺崖線。奥の木立がその崖面で、「ハケ」と通称される。

立川面と武蔵野面とは国分寺崖線（こくぶんじがいせん）によって分けられている。国分寺崖線は立川市にある五日市街道の砂川九番交差点付近に始まり、JR中央線を国立駅の東側で横切ったのち、国分寺市・国立市・府中市の三市市境付近から東に進む。国分寺駅付近より野川の北に沿い、小金井市中町からは南東に進みつつ武蔵野公園北端や野川公園を通って三鷹市に入る。ほどなく調布市に入って深大寺付近を通り、つつじヶ丘などの舌状台地を作りながら世田谷区の砧地域、玉川地域南部を通り、大田区の田園調布を経て同区の嶺町付近に至る。世田谷区の等々力渓谷は国分寺崖線の一部である。高低差は20メートル近くになる。なおこの国分寺崖線は、古多摩川（関東ローム層下に存在）の浸食による自然河川堤防と考えられている。国分寺崖線は国分寺-玉川崖線とも呼ばれる。

#### 北部河岸段丘

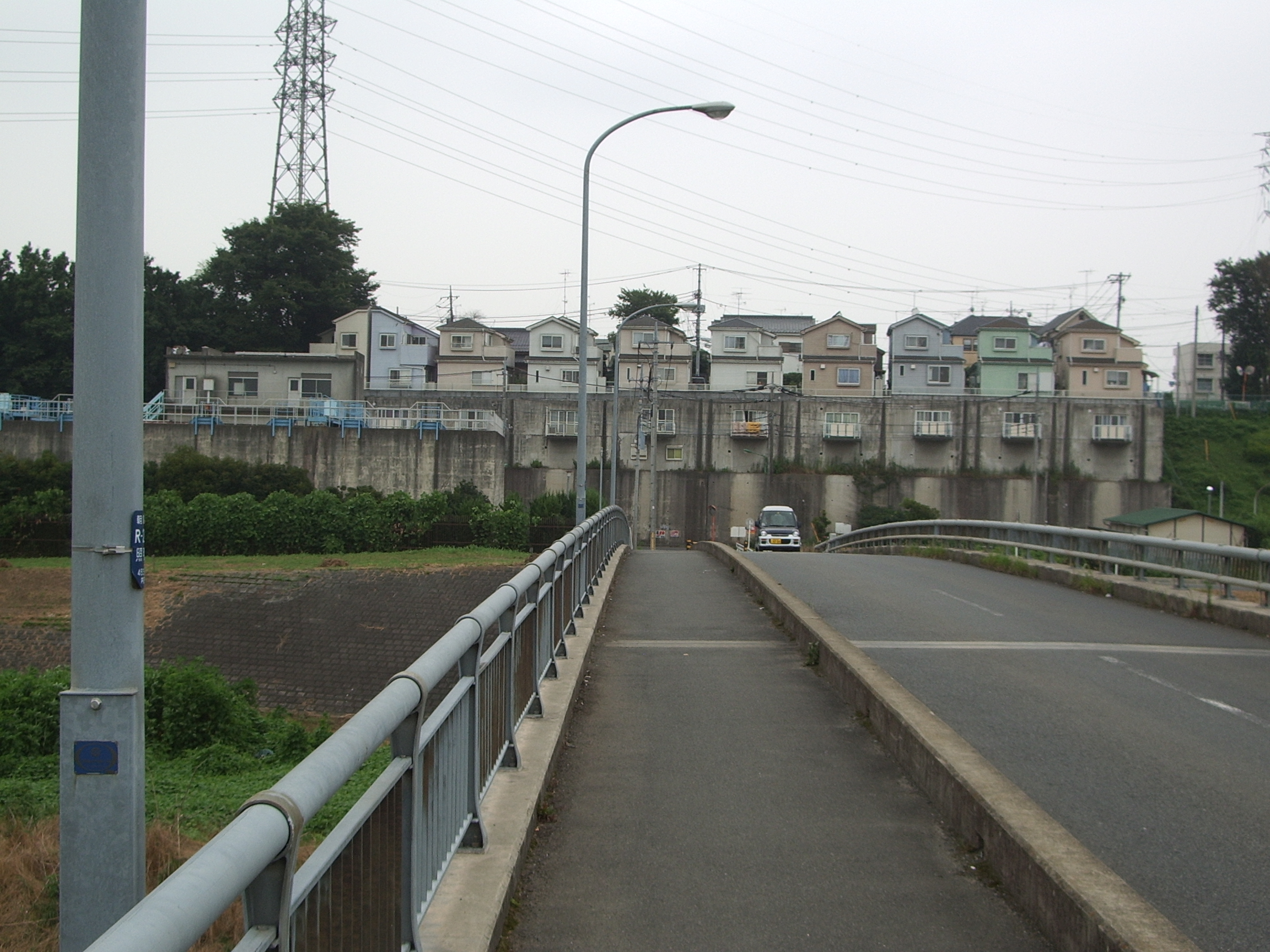
新河岸川から見た北部河岸段丘（朝霞市宮戸）

武蔵野台地の北部で見られる河岸段丘は、刃物を当ててさらったような形状を示している。それらは現在流れている黒目川や落合川、柳瀬川 (これらは荒川水系)といった小河川によって侵食されたのではなく、多摩川のかつての流路であろうと考えられている。段丘の高低差は大きいところで15メートル程度なので段丘崖の存在に気づかないこともある。

### 東部の舌状台地群と、その上にひろがる都心市街

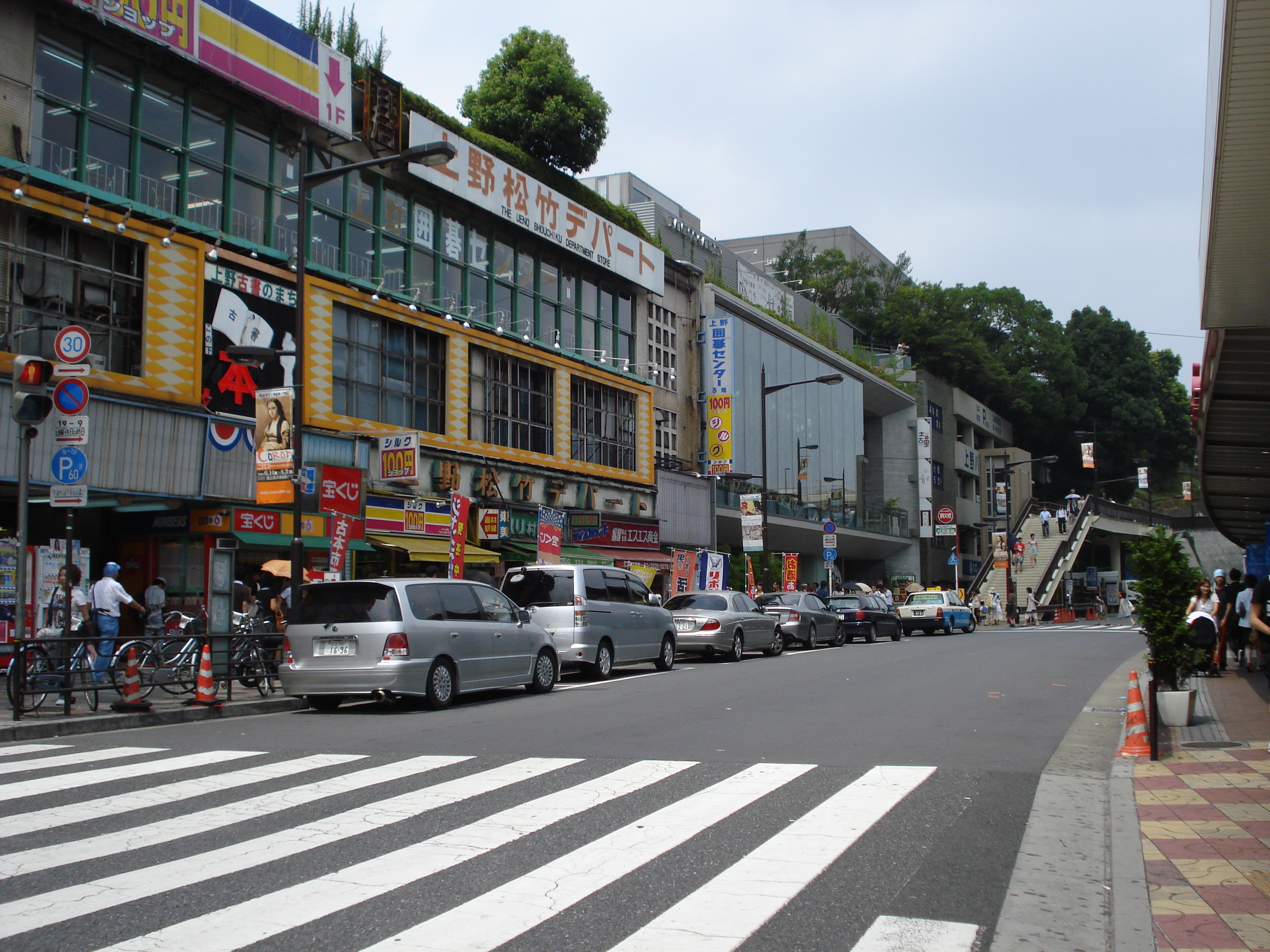
左手が上野恩賜公園（武蔵野台地）、右手が低地（東京都台東区）

武蔵野台地は、その成因から、水を通さない海成の粘土質層の上に水を通しやすい礫層が互層しており、この層面から地下水が湧き出し、台地上の中小河川の源流となっていることが多い。台地上に見られる池の多くがこのような成因である。また地名として「清水」を冠していることが多く、さらに、大きな寺社が境内として取り込んだり、名家や武家の庭園になっていた例もある。これらの河川によって武蔵野台地の東部は開析が進んでいて谷が鹿の角のように入り組み、多数の舌状台地が武蔵野台地から削りだされている。
これらの台地にはそれぞれ名前がつけられており、久が原台、田園調布台、目黒台、淀橋台、豊島台、本郷台、成増台、荏原台、赤羽台といった呼称が行われるほか、より細かい区分を行うこともある。たとえば陣内秀信は都心部（おおむね本郷台および淀橋台の一部に相当）について、上野台地、本郷台地、小石川・目白台地、牛込台地、四谷・麹町台地、赤坂・麻布台地、芝・白金台地の7台地を数えている。田園調布台・淀橋台・荏原台には下末吉海進で形成された古い地層が残っている（下末吉面）。
武蔵野台地は湧水によって水利が得やすく、また沖積低地のような洪水も避けることができるため、古来から人口は多かったと思われ、多摩川の崖線には古墳時代の古墳や遺跡が多数残されている。武蔵野台地の東端にあたる淀橋台に地の利を見出したのが太田道灌であった。道灌が築城した江戸城（皇居）は、平川と目黒川の間を広くカバーする淀橋台の最東端に置かれ、道灌につづいて江戸に入った徳川家康もまた台地を囲む谷を掘割に利用するなど、地形を巧みに利用している。これらの台地先端は、東側の沖積低地や東京湾岸から見ると、独立した山のように形容された。江戸期までに「飛鳥山」「道灌山」「忍ケ岡（上野山の古名）」「愛宕山」「紅葉山（現・皇居吹上御所付近）」「城南五山」などと呼ばれ、実際に武蔵野台地は上野駅の西側で15m以上の標高差を見せる崖となって終わる。「待乳山」は縄文海進時の波食台が海退後の氾濫原に残った本郷台地の一部である。

### 分水界
武蔵野台地を流れる川のうち、黒目川・柳瀬川・白子川は北東方向へ流れ、新河岸川に合流し、したがって隅田川と繋がっている。石神井川も隅田川へ合流している。これらは荒川水系に属している。
これに対し、残堀川や野川は南東へ流れ多摩川へ合流し多摩川水系に属する。
したがって、両者の間には分水界が存在し、位置はおおむね玉川上水と考えられる。
また武蔵野台地東部には、上記の水系に南北を挟まれて、東京湾へ注ぐ河川がある。神田川の元来の河口は日比谷入江に向かっており、隅田川へは合流しなかった（ただし江戸時代に湯島台と駿河台との間を掘割り、隅田川へ合流させた）。同様に渋谷川（古川）、目黒川も東京湾へ注いだ。

#### 玉川上水
玉川上水は、羽村から取水し、武蔵野台地上を西方へ水路を開鑿し、神田川と目黒川（および渋谷川）との間の分水界の微高地を通り、江戸へ上水を送った。また分水して武蔵野台地への灌漑用水としても利用された。

## 湧水と利水

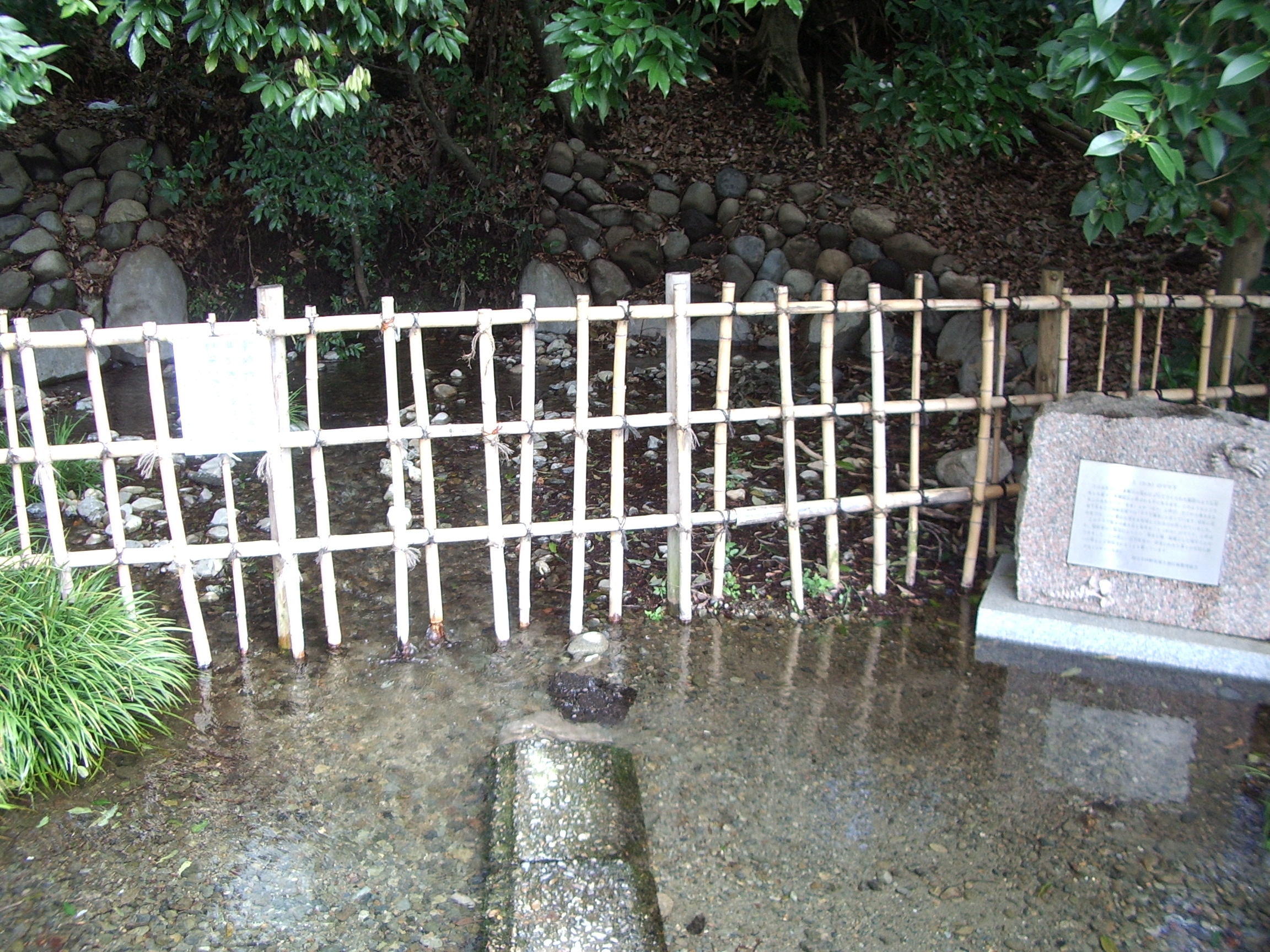
ママ下湧水群のひとつ「上（かみ）のママ下」（国立市矢川）

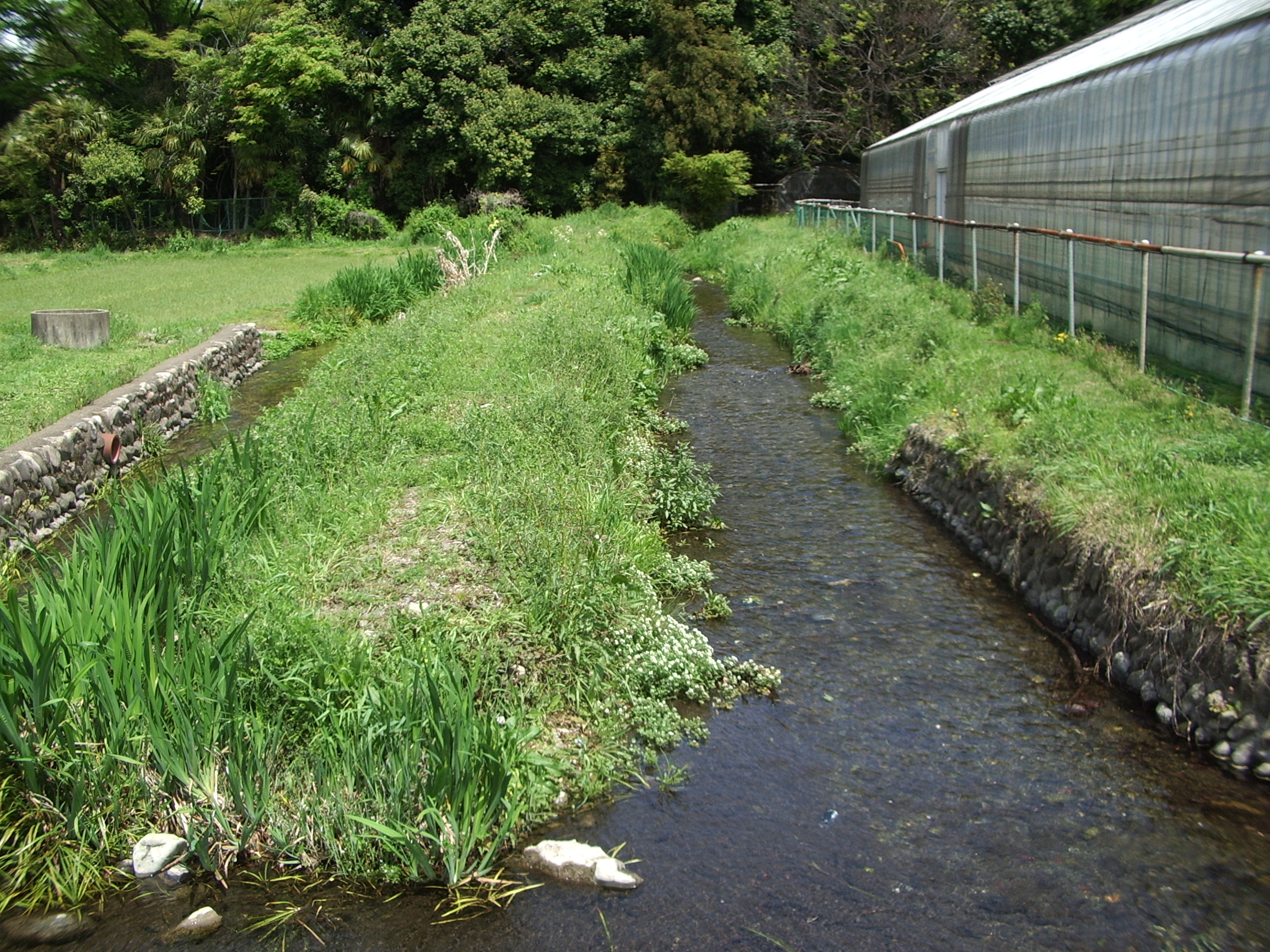
ママ下湧水群にほど近い農業用水路、通称「矢川おんだし」（国立市谷保）

### 「ハケ」「ママ」の湧水
「ハケ」「ママ」の斜面地の多くは雑木林で覆われ、「ハケ下」、「ママ下」には湧水がみられる。特に有名なのは名水百選にも選ばれている国分寺市の「お鷹の道・真姿の池湧水群」である。これは国分寺崖線下の湧水であって、多摩川の支流である野川の源流のひとつとなっている。もうひとつ著名なのは、国立市の「ママ下湧水群」である。これは青柳崖線下の湧水であって、湧水量の多さとそれが今も稲作に用いられ、大都市近郊にありながら昔ながらの景観を生み出しているとともに多様な水辺の生物を涵養している点に価値がある。

### まいまいず井戸
武蔵野台地でかつて多く見られた形式の井戸が「まいまいず井戸」である。詳細は「まいまいず井戸」を参照のこと。

### 用水路と農業

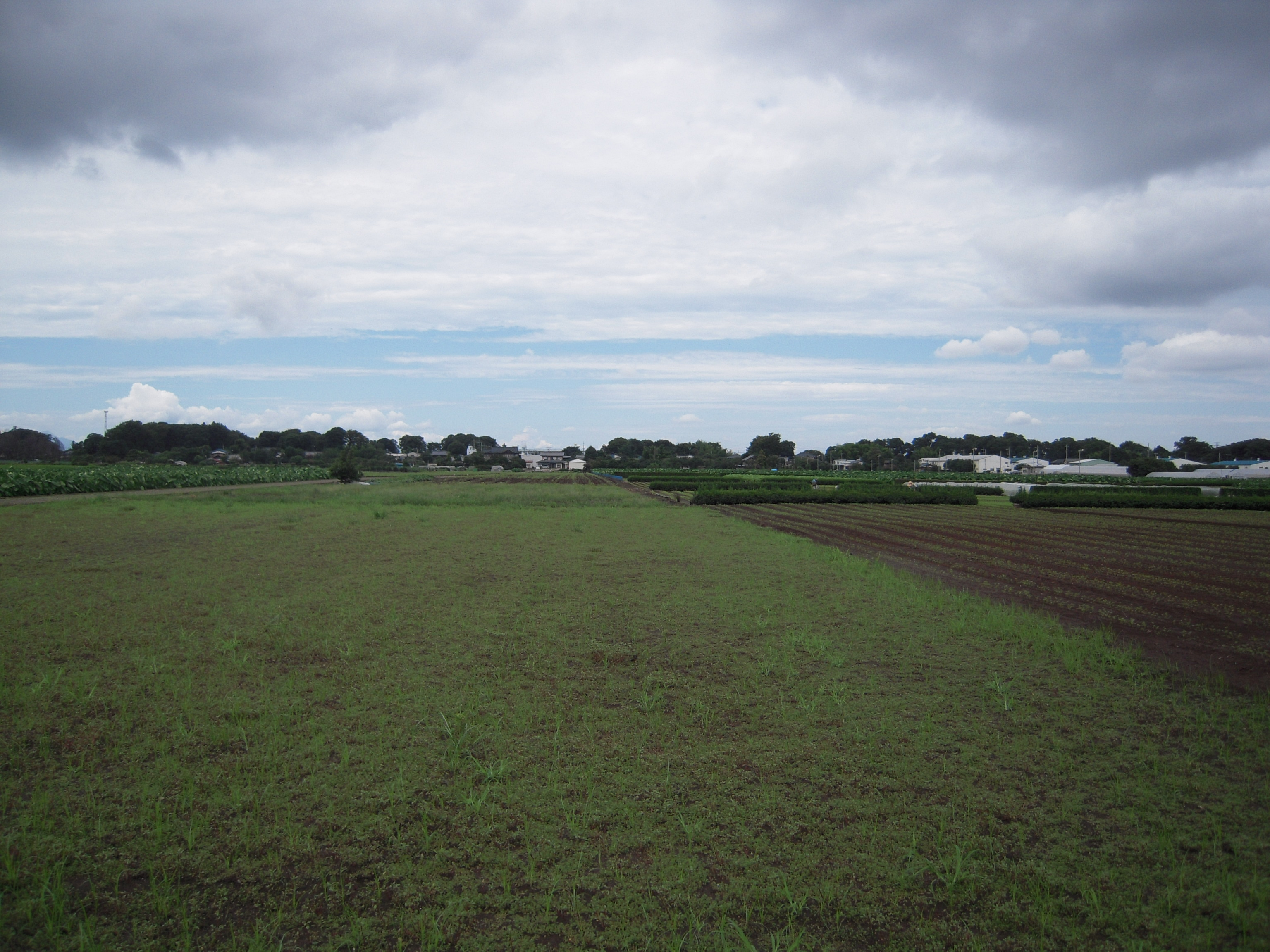
三富新田風景（所沢市中富）

かつて武蔵野台地の中央、立川面には武蔵国の国府や国衙、国分寺が置かれ、武蔵国の中心となっていた。これは、武蔵国でもこの一帯が水に恵まれていたためであると考えられている。
一方、高位面である武蔵野面の開発は水の便が悪かったため江戸時代まで入会地として利用される程度の状態だった。このような状況を変えたのが、川越藩主の松平信綱による玉川上水や野火止用水の開削である。玉川上水は江戸市中の水道のために設けられたものであるが、野火止用水をはじめ多くの分水路は田用水としても作られ武蔵野面の水利の状況を一変させたという点からも重要である。また、川越藩主の柳沢吉保によって現在の所沢市・三芳町にまたがって三富新田が開発され、将軍吉宗期の享保の改革では役人集団を率いて地方御用を兼任した町奉行の大岡忠相により武蔵野新田の開発が行われた。
典型的な関東地方の畑作地帯であり、昭和も後半の高度成長期頃までは、米が2割から3割、それも陸稲米で冷えるとぽろぽろになる麦飯やかて飯を常食とし、水田地帯の人たちから「麦は軽いから、風呂に入ると浮いてしまう」と軽蔑されていた土地柄であった。桑畑が多く養蚕業が盛んであったが、今は行われていない。今日では武蔵野台地は大消費地を至近に持っている地の利を生かして、傷みやすいホウレンソウ・小松菜・白菜・キャベツなどの葉物野菜の供給地として、またキウイフルーツや花卉などの園芸作物の生産地として知られている。狭山市・入間市・所沢市では、狭山茶の産地として有名である。また小麦の栽培が盛んであったことから、「武蔵野うどん」の産地にもなった。